# Żuczek
Żuczek – jezioro w Polsce, położone w województwie pomorskim, w powiecie człuchowskim, w gminie Debrzno.

## Położenie i opis
Jezioro położone jest w południowej części powiatu człuchowskiego, na terenie Pojezierza Północnokrajeńskiego. Zlewnia bezpośrednia jeziora składa się niemalże w całości z terenów uprawnych, natomiast linia brzegowa porośnięta jest lasem. W centralnej części jeziora znajduje się wyraźny głęboczek, południowa część jest wyraźnie płytsza od północnej. Kilkaset metrów na południowy zachód od akwenu znajduje się znajduje się zbiornik o nazwie Staw Miejski. Przez akwen przepływa rzeka Debrzynka. Zarówno Staw Miejski jak i Żuczek leżą w granicach Debrzna.

## Hydronimia
Jezioro pojawia się w źródłach w 1565 jako Żukow, a następnie Suckau-See (1930), Jezioro Żuczek (1983), Żukowo (2003), Jezioro Gronowskie (2003). Państwowy rejestr nazw geograficznych jako nazwę urzędową akwenu podaje Żuczek, wymieniając nazwy oboczne Żukowo oraz Jezioro Gronowskie.

## Morfometria
Według danych Instytutu Rybactwa Śródlądowego powierzchnia zwierciadła wody jeziora wynosi 53,5 ha, natomiast A. Choiński, poprzez planimetrowanie na mapach 1:50 000, określił wielkość jeziora na 46 ha. Jeziorna jednolita część wód powierzchniowych ma powierzchnię 50 ha.
Średnia głębokość zbiornika wodnego to 9,2 m, a maksymalna – 25,6 m. Objętość jeziora wynosi 4913,9 tys. m³. Maksymalna długość jeziora to 1525 m, a szerokość 525 m. Długość linii brzegowej wynosi 4100 m.
Według Atlasu jezior Polski (red. J. Jańczak, 1997) lustro wody znajduje się na wysokości 135,8 m n.p.m., natomiast według numerycznego modelu terenu udostępnionego przez Geoportal lustro wody znajduje się na wysokości 135,3 m n.p.m.
Według Mapy Podziału Hydrograficznego Polski leży na terenie zlewni ósmego poziomu Zlewnia jez. Żuczek. Identyfikator MPHP to 18865213. Powierzchnia zlewni całkowitej jeziora wynosi 17,5 km².

## Zagospodarowanie
Administratorem wód jeziora jest Regionalny Zarząd Gospodarki Wodnej w Bydgoszczy. Utworzył on obwód rybacki, który obejmuje między innymi wody jezior Żuczek, Długie (Dolne) oraz Główna (Główno) (Obwód rybacki jeziora Żukowo na rzece Debrzynka – Nr 1). Gospodarkę rybacką na jeziorze prowadzi PZW Słupsk.
Jezioro pełni również funkcje rekreacyjne. W 2023 roku znajdowało się tutaj jedno kąpielisko wyznaczone zgodnie z zasadami dyrektywy kąpieliskowej – Kąpielisko na jeziorze Żuczek w Debrznie. W latach 2020–2023 roku jakość wód tego kąpieliska oceniono jako doskonałą. W 2023 roku kąpielisko było prowadzone przez Centrum Kultury, Sportu i Turystyki w Debrznie.

## Czystość wód i ochrona środowiska
W 1991 roku oceniono, że wody jeziora mieściły się w III klasie czystości. W jeziorze wykazano znaczne przekroczenie związków azotu i fosforu. Prowadziło to do intensywnego rozwoju glonów, który objawiał się wysokim stężeniem chlorofilu w górnej warstwie wód. Przezroczystość wód w badaniach z 1991 roku wynosiła około 2 m. Wody jeziora zostały określone jako umiarkowanie podatne na degradację. Najmniej korzystną cechą jeziora było położenie wśród pół uprawnych. Nie bez znaczenia była znaczna wymiana wód, dzięki przepływającej przez jezioro, a zasobnej w substancje rozpuszczone, rzece Debrzynce.
Badania z 2021 roku zaliczyły wody jeziora do wód o umiarkowanym stanie ekologicznym, co odpowiada III klasie jakości. Jednym z niewielu badanych wskaźników, był stan fitoplanktonu, który został oceniony jako bardzo dobry. W tym samym roku stan chemiczny wód pozostawiono bez oceny. Przeźroczystość wód została określona na 4,9 metra.
Akwen znajduje się na obszarze chronionego krajobrazu o nazwie Doliny Rzeki Debrzynki.